# بيتر مغانغيرا
بيتر مغانغيرا (بالإنجليزية: Peter Mgangira)‏ (مواليد 6 أكتوبر 1980 في ليلونغوي) لاعب كرة قدم ملاوي دولي يجيد اللعب في خط الوسط . لعب لصالح نادي سيلفر سترايكز الملاوي بين 2002-2010.

## روابط خارجية
- بيتر مغانغيرا على موقع قاعدة بيانات كرة القدم.إي يو (الإنجليزية)
- بيتر مغانغيرا على موقع ناشيونال فوتبول تيمز (الإنجليزية)